# Talbrücke Wiesental
Die Talbrücke Wiesental ist eine 252 m lange Brücke der Bundesautobahn 73 bei Kilometer 4,8.
Das Bauwerk liegt bei Suhl zwischen den Autobahnanschlussstellen Suhl-Zentrum und Suhl-Friedberg in Südthüringen. Es überspannt südlich vom Suhler Stadtteil Neundorf in einer Höhe von maximal 40 m mit sechs Feldern das Wiesental. Gebaut wurde die Überführung mit zwei getrennten Überbauten für die Richtungsfahrbahnen zwischen den Jahren 2002 und 2004 bei Kosten von rund 7 Millionen Euro.

## Unterbauten
Die Brückenpfeiler mit einer maximalen Höhe von ungefähr 38 m sind aufgelöst in zwei schlanke Einzelstützen, die durch Querriegel miteinander verbunden sind. Die Stützen haben einen rechteckigen Vollquerschnitt und verkleinern sich über die Höhe mit einem Anzug von 1:70.

## Überbauten

Hohlkastenquerschnitt einer Spannbetonbrücke

Die beiden nebeneinanderliegenden Überbauten der Spannbetonbrücke weisen als Bauwerkssystem in Längsrichtung den Durchlaufträger auf. In Querrichtung sind Hohlkastenquerschnitte mit einer konstanten Konstruktionshöhe von 3,15 m vorhanden. Die Vorspannung besteht aus einer Mischbauweise mit internen und externen Spanngliedern.
Die Gesamtstützweite beträgt für die sechsfeldrige Brücke 252,0 m, 36,0 m weit spannen die beiden Endfelder sowie 45,0 m die vier mittleren Öffnungen.

## Ausführung
Der Brückenüberbau wurde im Taktschiebeverfahren hergestellt.